# Mercury Topaz
La Topaz è un'autovettura compact prodotta dalla Mercury dal 1984 al 1994.
Il modello era la versione d'alto livello della Ford Tempo e venne assemblato a Claycomo (nel Missouri), a Oakville (Canada) ed in Messico. La Topaz era costruita sul pianale CE14 della Ford (utilizzato dalla Escort statunitense, da quella europea e dalla tre volumi Orion) ed aveva il motore montato anteriormente. La trazione era invece posteriore. Dal 1987 al 1991, su un particolare allestimento, fu disponibile anche la trazione integrale. La Topaz rimpiazzò la Mercury Zephyr e venne sostituita dalla Mercury Mystique, mentre la Tempo fu sostituita dalla Ford Contour, basate sulla Ford Mondeo (che ha invece sostituito la Ford Sierra, venduta in Europa).

## La prima serie: 1984–1987

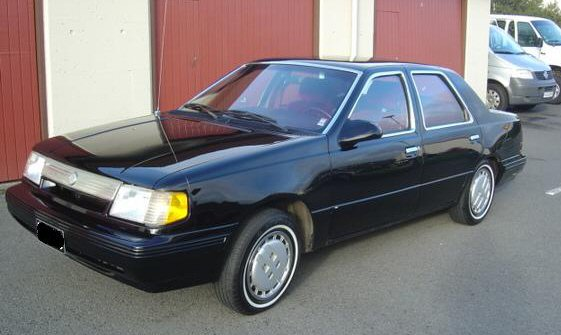
Una Mercury Topaz berlina del 1987

La Topaz e la Ford Tempo furono entrambe introdotte alla fine del 1983 per il model year 1984. I due modelli furono i primi esempi d'applicazione dello stile inaugurato sulla Ford Taurus e sulla Mercury Sable. Il corpo vettura e lo schema transaxle della Topaz e della Tempo derivavano da quelli della Ford Escort prodotta negli Stati Uniti. Per quanto riguarda gli altri componenti meccanici, pochi erano in comune con la Escort, e ciò fu dovuto alle dimensioni maggiori della Topaz, appartenente alle vetture compact (classe omologa al segmento D europeo, dominato nel marchio dalla Ford Sierra).

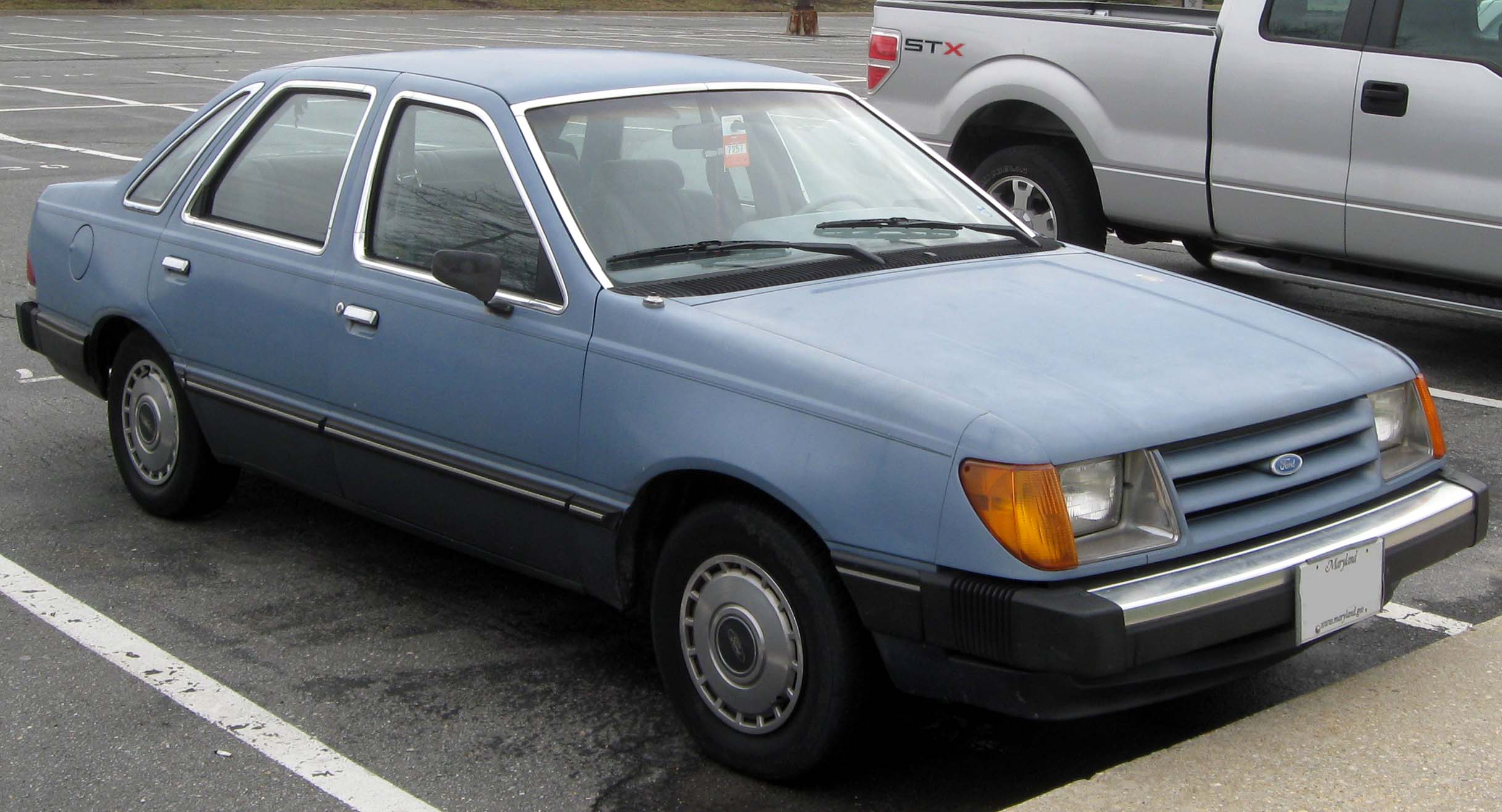
La Ford Tempo, variante rimarchiata della Mercury Topaz

La Topaz e la Tempo avevano in comune anche il cambio. Quest'ultimo, infatti, poteva essere manuale a quattro rapporti oppure automatico a tre marce. Nel 1985 il primo cambio citato venne sostituito da una trasmissione manuale a cinque rapporti. Analogamente, anche la coppia di motori era condivisa tra i due modelli. Nello specifico, i propulsori citati erano un quattro cilindri in linea da 2,3 L di cilindrata ed un motore Diesel a quattro cilindri in linea da 2 L. Questi due motori erano disponibili solamente sulla Topaz e sulla Tempo e quindi su nessun altro modello del gruppo Ford.
La Topaz e la Tempo furono oggetto di un facelift nel 1986. Nell'occasione, furono aggiornati i fanali anteriori e venne installata una nuova calandra. Quest'ultima,  in particolare, derivava da quella della Mercury Sable. Nel 1987, sugli allestimenti GS e LS, fu invece introdotta un'opzionale trazione integrale.

## La seconda serie: 1988–1994

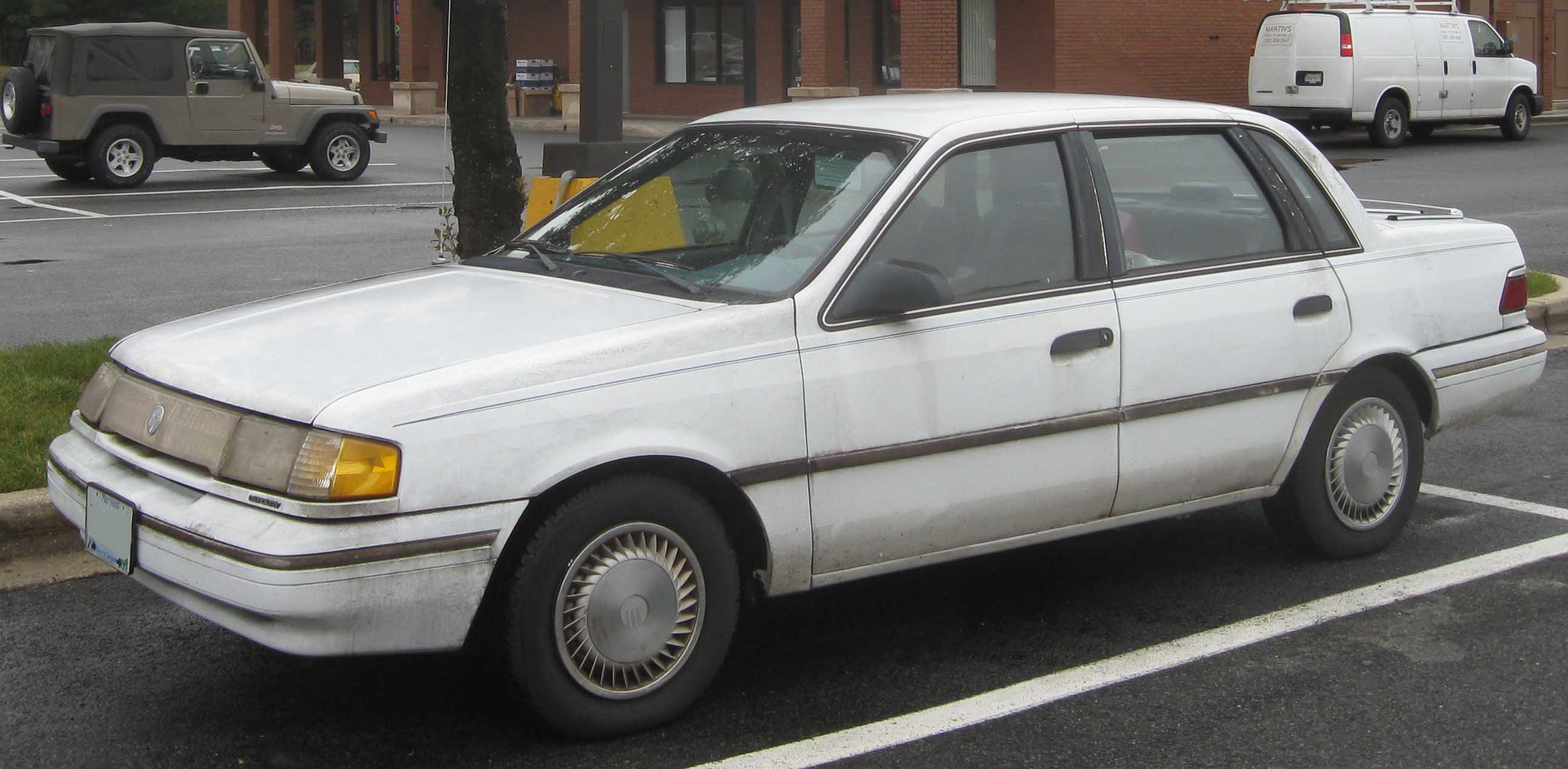
Una Mercury Topaz GS berlina seconda serie

La Topaz nel 1988 fu coinvolta in un profondo restyling che portò al lancio della nuova serie. Nell'occasione, la versione coupé fu oggetto solo di un lieve facelift, e quindi rimase sostanzialmente immutata. Per tale motivo questa versione apparteneva ancora, a tutti gli effetti, alla generazione precedente. Ad entrambe le versioni, comunque, furono migliorati gli interni. La Topaz berlina differiva dall'omologa versione della Tempo per il lunotto, che era infatti completamente diverso. L'equipaggiamento offerto di serie comprendeva il contagiri ed il bracciolo per i sedili anteriori.
L'unico motore inizialmente disponibile su questa serie era un quattro cilindri in linea da 2,3 L. I cambi erano invece manuale a cinque rapporti e automatico a tre marce. Nel 1992 la Topaz e la Tempo furono oggetto di un facelift che fu soprattutto incentrato sulle parti esterne. Nell'occasione, fu aggiunto alla motorizzazione un propulsore V6 da 3 L.
L'ultima Topaz uscì dalle catene di montaggio il 20 maggio del 1994.